# Современное пятиборье на летних Олимпийских играх 1960
Соревнования по современному пятиборью на летних Олимпийских играх 1960 года проводились с 26 по 31 августа. Медали разыгрывались в личном и командном зачётах.
Места проведения: 
- Дворец Конгрессов, Рим.
- Федеральный Центр, Passo Corese.
- Олимпийский Бассейн, Стадион, Acquasanta Гольф-Клуб.
- Умберто I Стрельбище, Рим.

Всего на старт вышло 60 пятиборцев, разыгравшие медали в личном первенстве. В борьбе за командное первенство приняли участие 17 команд.
Сборная Советского Союза выступала в составе: Игорь Новиков, Николай Татаринов и Ханно Сельг (чемпион СССР 1960 года), запасным был Борис Пахомов (бронзовый призер чемпионата СССР 1960 года).

## Общий медальный зачёт
| Место | Страна  | Золото | Серебро | Бронза | Всего |
| ----- | ------- | ------ | ------- | ------ | ----- |
| 1     | Венгрия | 2      | 1       | 0      | 3     |
| 2     | СССР    | 0      | 1       | 0      | 1     |
| 3     | США     | 0      | 0       | 2      | 2     |

## Медалисты
| Дисциплина           | Золото                                             | Серебро                                                | Бронза                                           |
| -------------------- | -------------------------------------------------- | ------------------------------------------------------ | ------------------------------------------------ |
| Личное первенство    | Ференц Немет Венгрия                               | Имре Надь Венгрия                                      | Роберт Бек США                                   |
| Командное первенство | Венгрия · Андраш Бальцо · Имре Надь · Ференц Немет | СССР · Игорь Новиков · Николай Татаринов · Ханно Сельг | США · Роберт Бек · Джек Дэниелс · Джордж Ламберт |